# 平頭龍超科
平頭龍超科（Homalocephaloidea）是鳥臀目厚頭龍下目的一個超科，生存於白堊紀坎潘階到馬斯垂克階，約8400萬年前到6500萬年前，分布於北美洲與亞洲。特徵是顱頂平坦，具有大型的上顳孔。

## 分類
平頭龍超科最早是由董枝明在1978年所提出。目前的範圍是平頭龍與厚頭龍的最近共同祖先，以及其最近共同祖先的所有後代。

## 外部連結
- 平頭龍超科的定義歷史 （页面存档备份，存于） Taxon Search